# إبراهيم بن موسى الفيومي
إبراهيم بن موسى الفيومي المالكي (ولد بمدينة الفيوم عام 1062 هـ/1652م، وتوفي عام 1137 هـ/1724م) هو فقيه مالكي مصري، وهو الإمام السادس في سلسلة شيوخ الجامع الأزهر.

## تعليمه وشيوخه
انتقل الشيخ الفيومي من موطنه في الفيوم إلى القاهرة في مطلع شبابه للدراسة في الأزهر، فتلقى العلم على عدد من كبار شيوخ عصره منهم الشيخ محمد الخراشي، أول شيوخ الجامع الأزهر، الذي قرأ الفيومي عليه كتاب الرسالة لأبي عبد الله بن أبي زيد القيرواني وشرحها، معيداً لها.
برز الفيومي في علم الحديث، الذي أخذه عن عدد من علمائه البارزين في ذلك العصر، ومن بينهم يحيى الشهاوي، وعبد القادر الواطي، وعبد الرحمن الأجهوري، وإبراهيم البرماوي (ثاني شيوخ الأزهر الشريف) ومحمد الشرنبابلي، وغيرهم.
كما كان من شيوخ الفيومي في بقية العلوم الشبراملسي، والزرقاني، والشهاب أحمد البشبيشي، والغرقاوي، وعلي الجزايرلي الحنفي، وغيرهم.

## العلوم التي تفوق فيها
كان الفيومي متبحراً في علوم اللغة، وعلوم الحديث، وعلم الصرف.

## تلاميذه
كان الفيومي ذا موهبة فذة في التدريس، وقد انتهج في أسلوبه نهج شيخه الخراشي، وكان من تلاميذ الشيخ الفيومي كل من:
- الشيخ محمد بن عيسى بن يوسف الدمياطي الشافعي، الذي درس على الشيخ الفيومي علوم المنطق والفلسفة والفقه المالكي.
- الشيخ الصالح علي الفيومي المالكي.
- الشيخ علي بن أحمد بن مكرم الله الصعيدي العدوي المالكي.

## من مؤلفاته
- شرح «المقدمة العزية للجماعة الأزهرية في فن الصرف» في جزئين كبيرين.

## توليه المشيخة
تولى الشيخ الفيومي مشيخة الأزهر سنة بإجماع الشيوخ سنة 1133 هـ/1720 م، بعد وفاة الشيخ محمد شنن.

## وفاته
توفي الشيخ الفيومي عام 1137 هـ/1724 م، عن عمر يناهز 75 عاماً، وكان آخر من ولي المشيخة من المالكية بعد أن ظل المنصب في المالكية طيلة نصف قرن.

## وصلات خارجية
- موقع دار الإفتاء المصرية

| قبلــه: محمد شنن | شيخ الجامع الأزهر السادس (1133هـ - 1137 هـ / 1721م - 1725م) | بعــده: عبد الله الشبراوي |